# Huta-Dąbrowa
Huta-Dąbrowa – wieś w Polsce położona w województwie lubelskim, w powiecie łukowskim, w gminie Krzywda.
| SIMC    | Nazwa         | Rodzaj    |
| ------- | ------------- | --------- |
| 0677116 | Podkarczmiska | część wsi |

W latach 1975–1998 miejscowość administracyjnie należała do województwa siedleckiego.
Wieś stanowi sołectwo w gminie Krzywda. Według Narodowego Spisu Powszechnego z roku 2011 wieś liczyła 1272 mieszkańców.

## Nazwa
Nazwa miejscowości została nadana od huty szkła, zaś drugi człon nazwy, „Dąbrowa”, pochodzi prawdopodobnie od lasów dębowych, które tu niegdyś dominowały. Miejscowi często zamiast pełnej nazwy używają jedynie pierwszego członu – „Huta”.

## Huta szkła

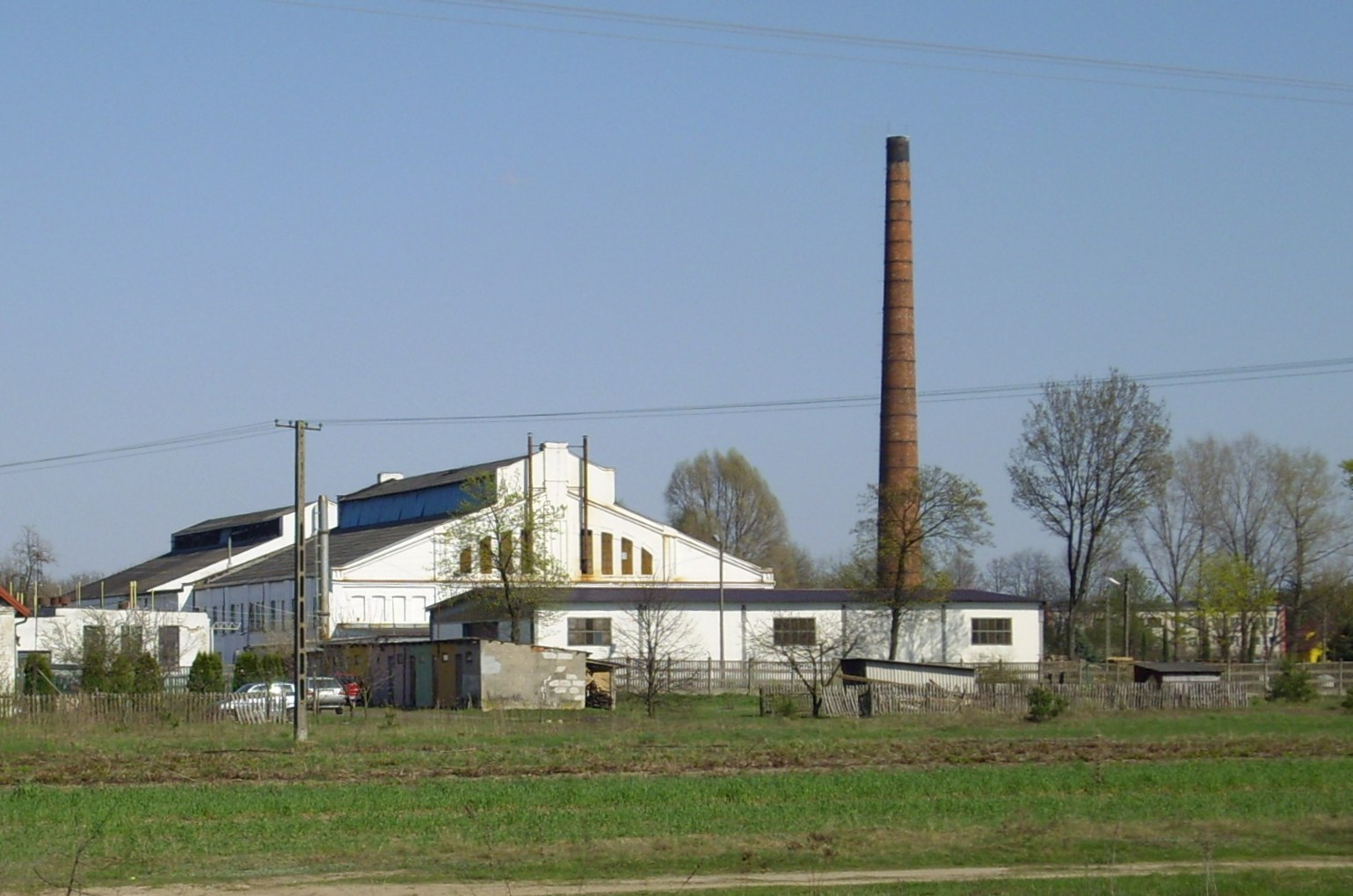
Huta szkła „Dąbrowa”

Charakterystycznym obiektem w miejscowości jest huta szkła. Huta powstała w 1824 roku i działa po dziś dzień. Pierwszy właściciel zakupił kilkadziesiąt hektarów lasów dębowych od dziedzica majątku Radoryż Smolany. Huta początkowo nosiła nazwę „Jarczew”, bo była zbudowana na terenie gminy Jarczew, a dopiero później nazywano hutę „Dąbrową”; nosiła też nazwę „Ciemnej Dąbrowy”.
Początkowo zabudowania huty były bardzo prymitywne. Pobudowano duży spadzisty dach wsparty na ziemi, bez ścian. Piec do wytopu szkła opalano dębiną. Produkowano wówczas szkło ciemne. Z biegiem lat produkcja rozwijała się i występowały nowe potrzeby. Na początku XX wieku nastąpiła znaczna rozbudowa huty. Jej działalność przerwał wybuch I wojny światowej.
Wznowienie produkcji nastąpiło dopiero w 1921 roku po wojnie polsko-bolszewickiej.
Huta stanowiła własność spółki akcyjnej z akcjami ulokowanymi w Banku Zachodnim w Warszawie. Na okres międzywojenny przypadł największy rozwój huty. Już w 1932 roku huta posiadała dwie hale produkcyjne, w których mieściły się piece donicowe, wanny szklarskie i po 20 pieców komorowych, tzw. pieców do odprężania wyrobów szklanych. Oprócz tego huta posiadała własny tartak, dużo ziemi, którą przydzielano robotnikom, własną cegielnię i wytwórnię pustaków. Był też sklep spożywczy, rzeźnia i masarnia. Pracownicy huty mieszkali w budynkach wielorodzinnych; przy każdym domu znajdował się ogródek warzywny i kwiatowy. Huta była jedną z najlepszych w kraju pod względem wyrobów i urządzeń produkcyjnych. Pobudowano własną elektrownię, która zaopatrywała hutę i osiedle robotnicze w energię elektryczną. Władze huty wybudowały dwunastokilometrową kolejkę, łączącą hutę ze stacją kolei normalnotorowej w Krzywdzie. Dzięki temu uzyskano duże oszczędności w transporcie materiałów i towarów. Przewóz wyrobów odbywał się w krytych wagonikach, a węgla i innych surowców w wagonikach otwartych. Siłą pociągową były konie. Eksportowano wyroby na rynki europejskie i północnoamerykański.
Załoga huty liczyła w jej najlepszych czasach nawet ponad 1000 osób. Rozrost fabryki pociągał za sobą rozwój miejscowości Huta-Dąbrowa. Przybywało ludności, której nie tylko potrzeby materialne były zaspokajane przez pracodawców.
Gdy w 1939 roku wybuchła wojna, huta nie produkowała już szkła, zamknięto ją bowiem w 1938 roku, upadła zaś z powodu złego zarządzania. Od maja 1938 do lipca 1955 roku budynki huty pozostawały bez żadnej opieki i przez cały czas ulegały zniszczeniu i dewastacji. Dopiero w 1955 roku staraniem mieszkańców uruchomiono ponownie zakład pracy. Po trudnych latach 50. przedsiębiorstwo znowu zaczęło się rozwijać.
Wyroby zakładu od 180 lat znajdują uznanie w Niemczech, Holandii, Wielkiej Brytanii, USA i Kanadzie.
Obecnie (2024) funkcjonuje jedynie dział zdobnictwa szkła (piece nie działają).

## Parafia
W 1931 roku powstała parafia Podwyższenia Krzyża Świętego. Pierwotny kościół był drewniany. Obecny kościół murowany, został wybudowany w latach 1981–1985 staraniem ks. Stanisława Wojewódzkiego. Stary drewniany kościół został przekazany parafii w Hordzieżce. Miejscowości należące do parafii to: Huta-Dąbrowa, Gołe Łazy, Koryczany, Nowy Świat, Podosie, Rozłąki. Do parafii także należy cmentarz znajdujący się przy ul. Cmentarnej. 

## Teraźniejszość

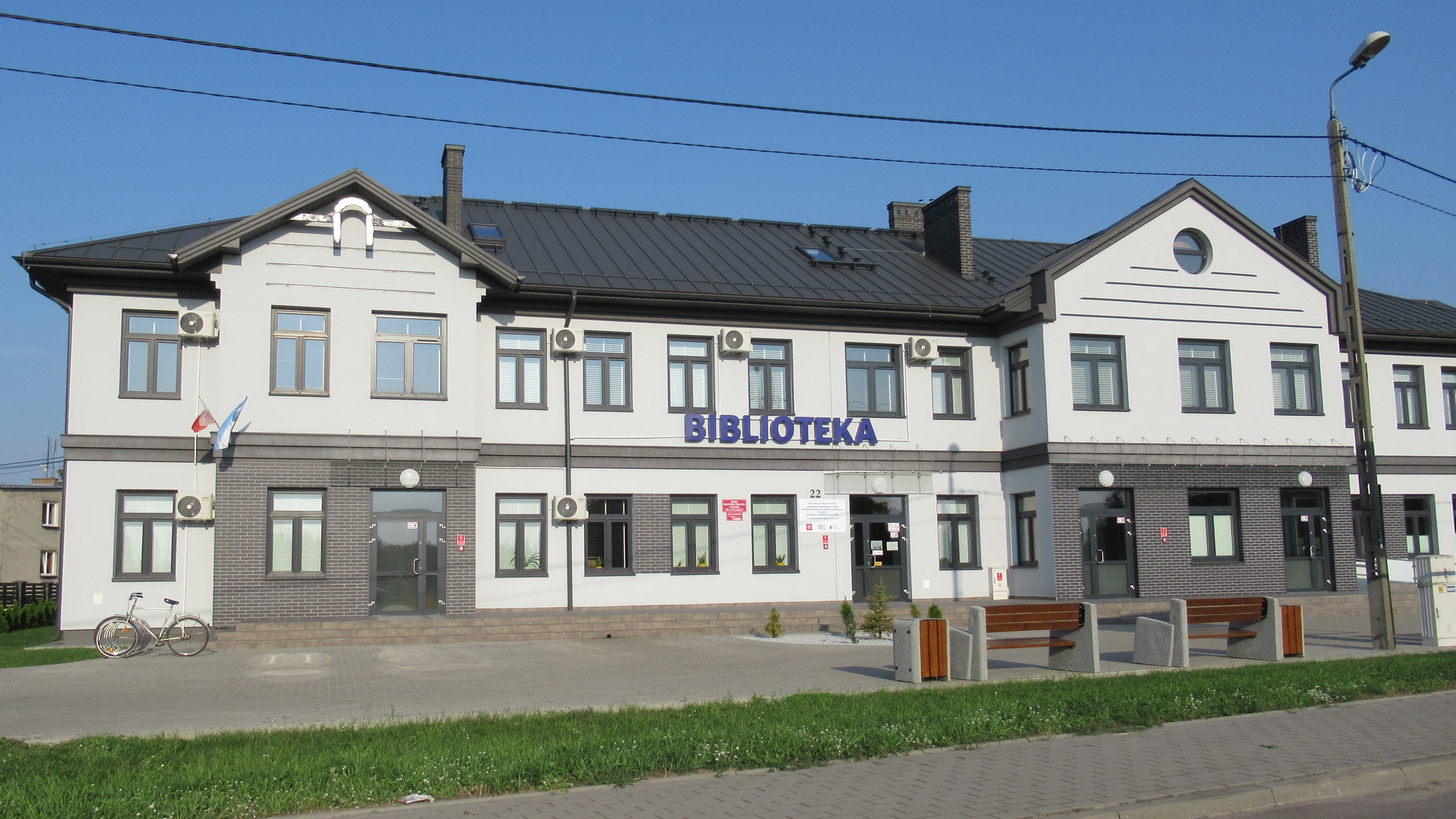
Biblioteka w Hucie-Dąbrowie

Na terenie Huty-Dąbrowy istnieją dwie placówki szkolne: Szkoła Podstawowa im. Komisji Edukacji Narodowej oraz Publiczne Gimnazjum nr 1. Powstało również uzupełniające liceum dla dorosłych. W miejscowości działają także: Urząd Pocztowy, ośrodek zdrowia, przychodnia stomatologiczna i apteka. Jest także wiele sklepów spożywczych i przemysłowych, stacja paliwowa, trzy bary i oczyszczalnia ścieków. Każda ulica posiada swoją nazwę i została wprowadzona nowa numeracja budynków.

## Komunikacja
Huta-Dąbrowa znajduje się 3 km od drogi wojewódzkiej 807 Łuków – Maciejowice.
Głównymi szlakami komunikacyjnymi są ulice:
- w kierunku Krzywdy, Łukowa: ul. Sienkiewicza
- w kierunku Żelechowa, Warszawy, Lublina: ul. Hutnicza
- w kierunku Okrzei, Ryk, Lublina: ul. Hutnicza i następnie ulica Długa.

W ścisłym centrum oraz na obrzeżach miejscowości znajdują się przystanki autobusowe, z których można dojechać m.in. do Warszawy, Łukowa, Garwolina czy Żelechowa.

## Sport
We wsi działa powstały w 1956 roku Ludowy Klub Sportowy „Hutnik” Huta-Dąbrowa, którego sponsorem jest miejscowa Huta Szkła „Dąbrowa”. Od sezonu 2014/2015 klub występuje pod nazwą sponsora – „Ar-Tig” Huta-Dąbrowa. W sezonie 2024/2025 zespół występuje w klasie A, gr. Biała Podlaska II.